# جوهانس أندرسن
جوهانس أندرسن هو منافس ألعاب قوى نرويجي، ولد في 29 سبتمبر 1888، وتوفي في 2 ديسمبر 1967.

## وصلات خارجية
- جوهانس أندرسن على موقع أوليمبيديا (الإنجليزية)